# Дівоча вулиця
Дівоча вулиця — вулиця в центрі міста Харкова, розташована в Київському адміністративному районі. Починається від Театрального провулку і йде на північний схід до Чорноглазівської вулиці. Вулиця розташована на стрімкому рельєфі.

## Історія і назва
Вулиця заснована в кінці XVIII- поч. XIX століття. Що стосується назви «Дівоча», то існують дуже різні пояснення. Найімовірніше походження назви від гуртожитку єпархіального жіночого училища, що був тут розташований первісно. Назва існувала до 1977 року, коли вулиці було присвоєне ім'я радянського партійного діяча Миколи Демченка. В 2015 році, в період декомунізації, вулиці повернули історичну назву «Дівоча».
Одними з перших поселенців на цій вулиці, ще у XVIII ст., були церковнослужителі з роду Федоровських. Тоді нумерація будинків починалася з Чорноглазівської. Лише наприкінці 1870-х років була прийнята сьогоднішня нумерація. В 1881 році «Описание Харькова» нараховує на Дівочій вулиці 14 домоволодінь. Водопровод, освітлення і брукування були відсутні.

## Будинки
- Буд. № 3, 5а — Пам'ятки архітектури Харкова, житлові будинки, побудовані як прибуткові в 1903 році за проєктом арх. Ю. С. Цауне. Замовником був професор Харківського університету, український філолог О. О. Потебня, ім'я якого носить сусідня вулиця.
- Буд. № 5 — Будинок цікавий тим, що в ньому недовгий час винаймали квартиру Віктор Михайлович і Софія Олександрівна Савінкови. І в 1879 році у цьому будинку народився їхній син, Борис Савінков, політичний діяч, письменник, неоднозначна, але помітна постать в політичному житті поч. XX ст.
- Буд. № 6 — Пам. арх., прибутковий будинок поч. XX століття, архітектор невідомий. Побудував його присяжний повірений Конрад Волковинський. У 1916 році Волковинський продав цей будинок дійсному статському раднику Олександру Васильовичу Репрєву, професору Харківського університету[1].
- Буд. № 14 — Цей будинок в минулому належав А. С. Вязигіну, професорові Харківського університету. Вязигін був істориком, російським націоналістом, організатором Харківського відділу Союзу російського народу. У 2009 році з ініціативи членів цієї організації на фасаді будинку було встановлено меморіальну дошку, присвячену Вязигіну[2]. Рік потому Харківська міська комісія з питань топоніміки ухвалила рішення про демонтаж дошки[3].
- Буд. № 16 — На розі з вулицею Маршала Бажанова зберігся будинок, де в 1921 році знімали дві кімнати письменники Юрій Олеша і Валентин Катаєв, їх відвідували поет Едуард Багрицький, письменники Ільф і Петров, автори «Дванадцяти стільців» і «Золотого теляти».

## Зображення

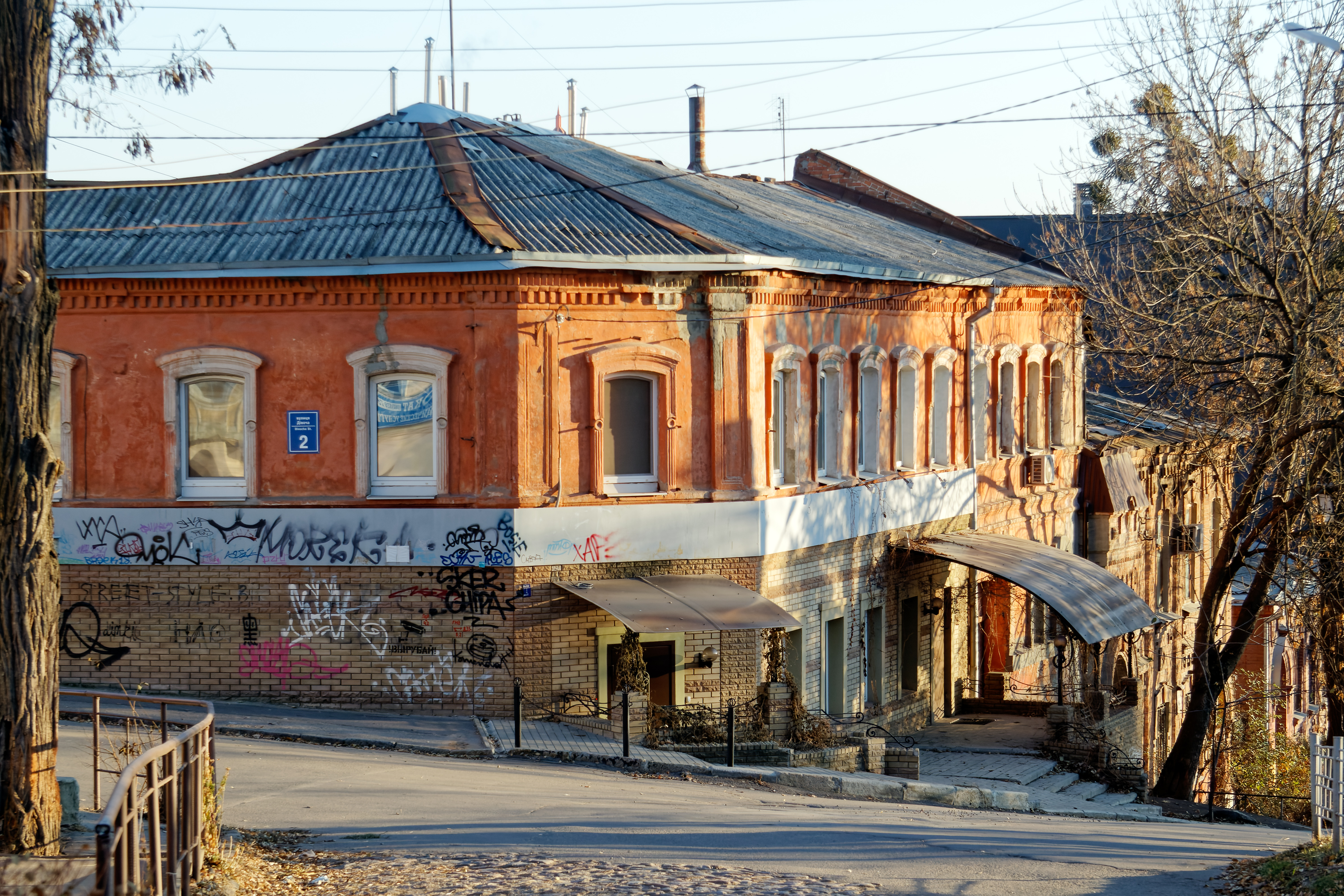
Будинок № 2
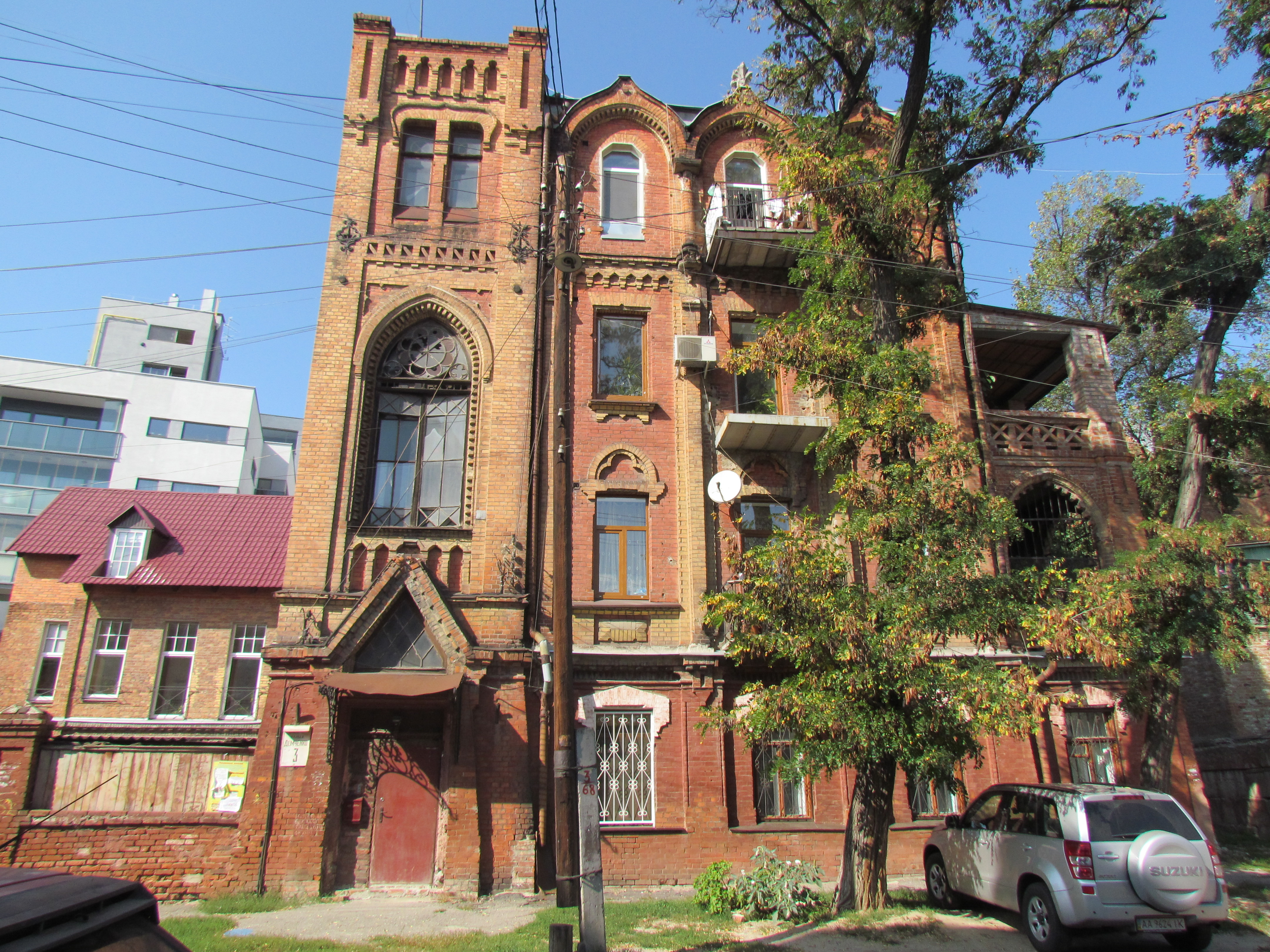
Будинок № 3
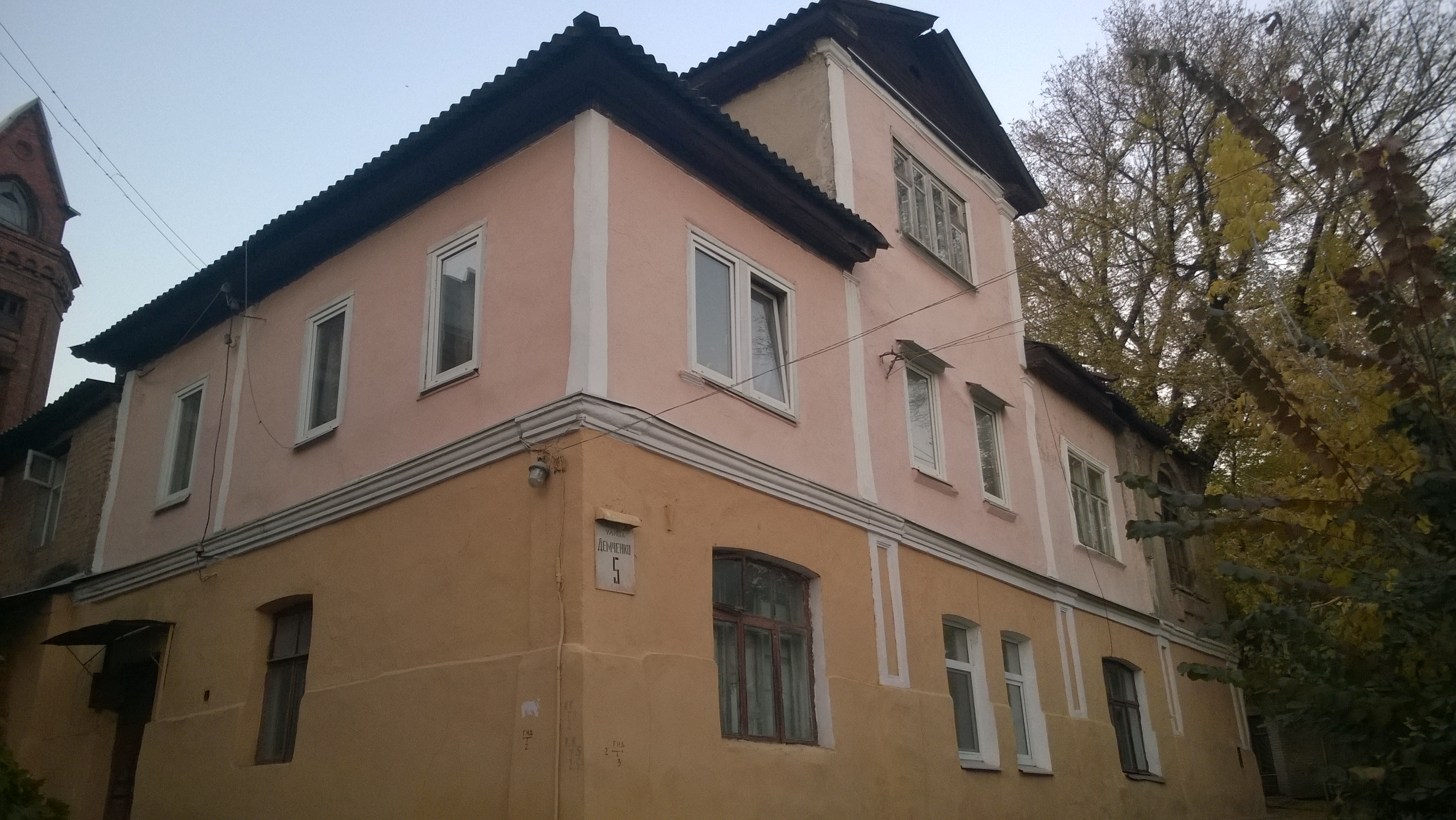
Будинок № 5
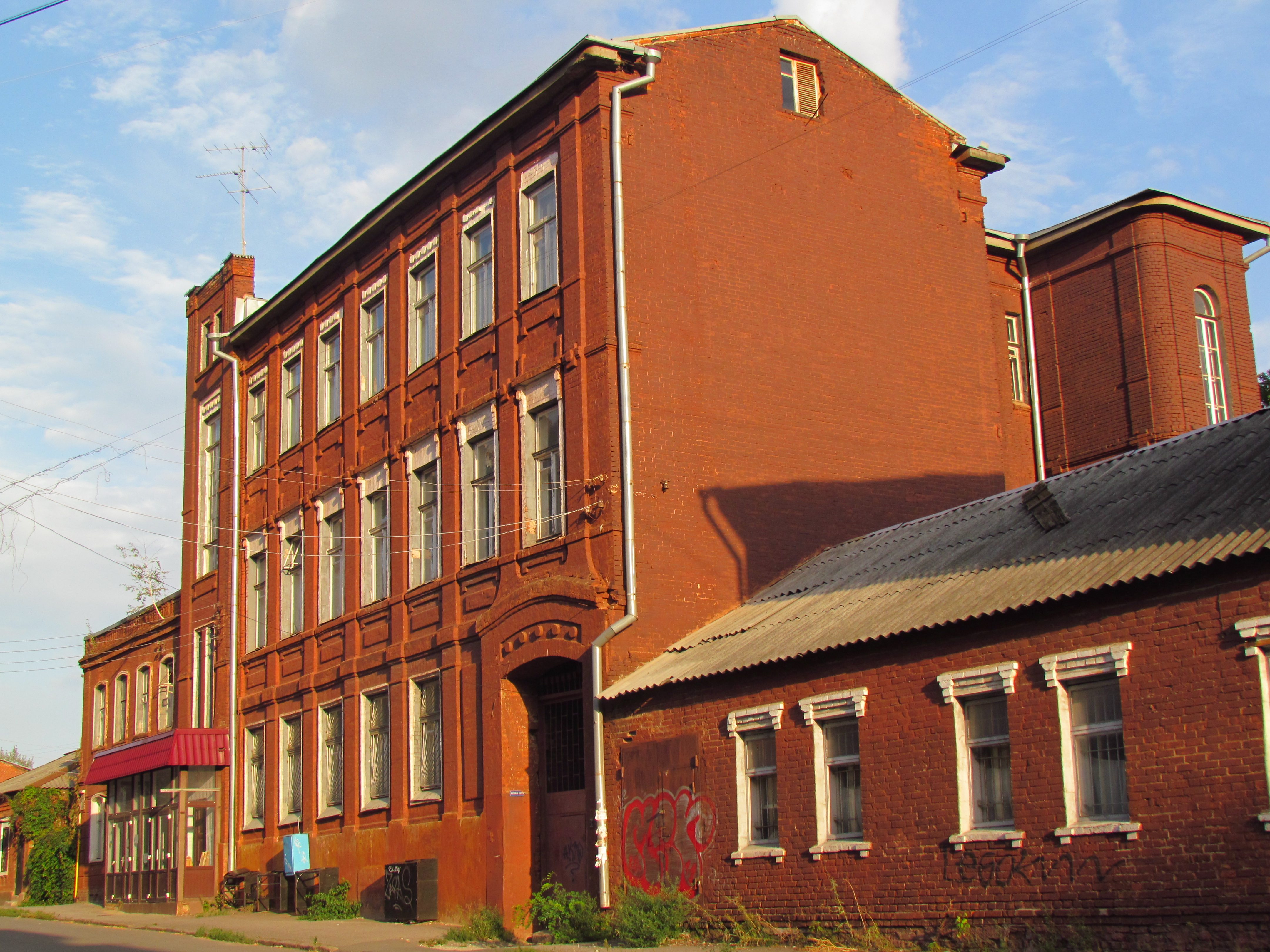
Будинок № 6